# St. Helena (Trier)
Koordinaten: 49° 44′ 25,9″ N, 6° 36′ 26,3″ O
Die Pfarrkirche St. Helena ist eine Kirche in Trier im Stadtteil Euren. Sie ist nach Helena, der Mutter des römischen Kaisers Konstantin dem Großen  benannt und befindet sich in der gleichnamigen Straße.

## Geschichte und Architektur
Die Kirche wurde von 1874 bis 1882 von Reinhold Wirtz im neogotischen Stil erbaut. Es handelt sich um eine Basilika mit Querhaus und einem schlichten Außenbau aus rotem Sandstein. Sie geht auf einen Vorgängerbau, die sogenannte Augustinerkirche, zurück.

## Ausstattung
Die Innenausstattung zeichnet sich durch ihren prachtvollen Schnitzaltar des Lahnsteiner Bildhauers und Kunstschnitzers Caspar Weis (1849–1930) aus dem Jahre 1909 aus.
In der Kirche befindet sich ein ehemaliges Triumphkreuz aus der Augustinerkirche aus dem Jahre 1320, eine stehende Muttergottes aus dem 14. Jahrhundert sowie ein Vesperbild, aus dem frühen 15. Jahrhundert.

## Umgebung
In der Umgebung der Kirche wurden Überreste und archäologische Ausgrabungen der ehemaligen römischen Bebauung gefunden.